# Blackmail (álbum)
Blackmail é um mini álbum do grupo Go Graal Blues Band gravado em 1983 com produção de Paulo Gonzo. Neste disco participam Mário Pereira (bateria), Henrique Leite (guitarra baixo), João Allain (guitarra) e Paulo Gonzo (vocalista).

## Músicas
- Love Fashion - 04:45 (P. Gonzo/J. Allain)
- Champagne All Night - 04:25 (P. Gonzo/J. Allain)
- Baby Star - 03:48 (P. Gonzo/J. Allain)
- Midnight Killer - 04:56 (P. Gonzo/J. Allain)

## Referencias
- Biografia
- Um dos muitos blogs sobre a banda
- Site oficial do cantor Paulo Gonzo
- Blackmail (Mini-LP, Vadeca, 1983)